# 塞奥德乌赫尔
塞奥德乌赫尔（西班牙語：Seo de Urgel）是西班牙加泰罗尼亚莱里达省的一个市镇。 总面积15平方公里，总人口10887人（2001年），人口密度726人/平方公里。

## 友好城市
- 法國 塔恩河畔维勒米尔